# Norman Low
Norman Harvey Low (Aberdeen, 23 marzo 1914 – Toronto, 21 maggio 1994) è stato un allenatore di calcio e calciatore scozzese, di ruolo difensore.

## Biografia
Era figlio di Wilf Low, nazionale scozzese. Anche gli zii paterni John e Harry Low sono stati calciatori.

## Carriera

### Calciatore
Viene ingaggiato dal Rosehill Villa nell'ottobre 1933, inizia la carriera professionale nel Liverpool, riuscendo a giocare undici incontri nella stagione 1934-1935 in sostituzione del titolare Tom Bradshaw, ottenendo il settimo posto nel massimo campionato inglese. L'esordio con i Reds avvenne il 5 settembre 1934 nella vittoria casalinga per 2-1 sul Manchester City.
Nelle due successive stagioni gioca solo due partite con i Reds prima di trasferirsi nel novembre 1936 nel Newport County.
Con gli Ironsides gioca nella terza serie inglese, vincendo la Third Division South 1938-1939. Non poté però giocare l'anno seguente nella Second Division a causa dello scoppio della seconda guerra mondiale.
Durante il conflitto mondiale giocò in vari tornei di guerra con le maglie del Bristol City, Everton, Liverpool, Lovell's Athletic, Swindon Town.
Al termine della guerra, alla riprese del normale svolgimento dei campionati, Low, dopo aver giocato 4 partite nella serie cadetta con il Newport, nell'ottobre 1946 viene ingaggiato dal Norwich City, sempre nella terza serie inglese, rimanendovi sino al termine della carriera agonistica nel 1950.

### Allenatore
Appena lasciato il calcio professionistico diventa l'allenatore del Norwich City, guidandoli sino al 1955.
Dopo un'esperienza con il Workington, nel febbraio 1957 diventa l'allenatore del Port Vale, con cui vince la Fourth Division 1958-1959. Rimane alla guida del Port Vale sino al 1962.
Dopo aver allenato i Valliants, diventa il capo osservatore del Liverpool.
Dopo aver allenato il Witton Albion, nel 1968 si trasferì negli Stati Uniti d'America per allenare i Cleveland Stokers, con cui raggiunse le semifinali della prima edizione della NASL.

## Palmarès

### Calciatore
- Third Division South: 1

Newport County: 1938-1939

### Allenatore
- Fourth Division: 1

Port Vale: 1958-1959